# Samba internacional

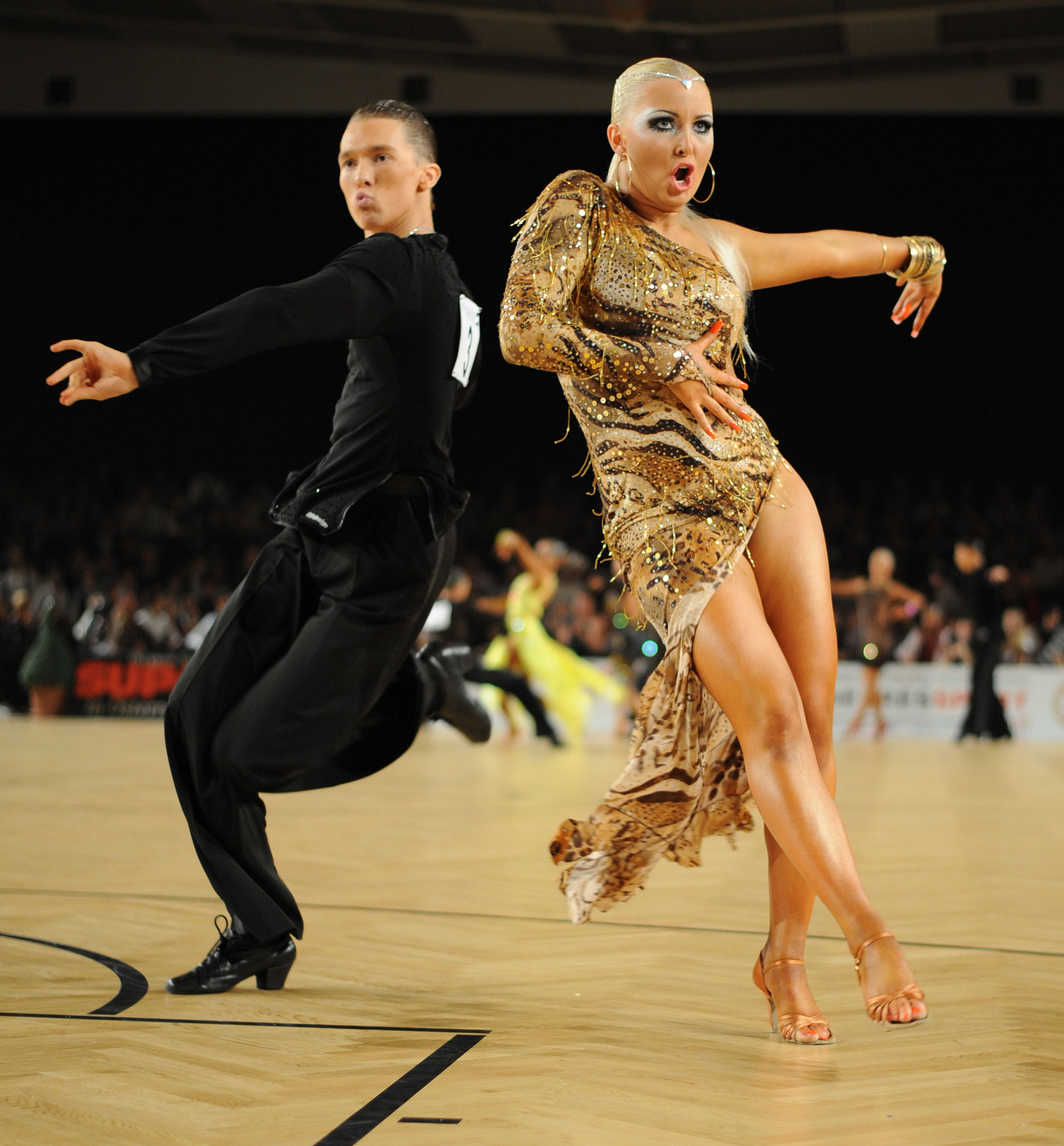
Samba internacional

O samba internacional é um estilo de dança de salão. Esse estilo faz parte dos dez estilos oficiais de dança de competição (dancesport).

## História
Esse estilo tem origem no Brasil no início do século XX. O samba era conhecido como maxixe até por volta de 1915. Devida a sua popularidade, essa dança se proliferou para outros países. Em uma reunião internacional de professores de dança em 1923 foi reconhecida a popularidade do samba, principalmente na França. Um livro publicado na França, em 1928, já descrevia instruções de como dançar o samba.

## Estilo
Esse estilo foi baseado principalmente no maxixe, com passos modificados para serem dançados em linha reta para apresentação. Apesar do nome samba, essa dança nem sempre é executada com o ritmo de samba, sendo dançada muitas vezes ao som do flamenco, cha-cha-chá e salsa, entre outros.
É dançado ao ritmo de 2/4 ou 4/4, e é acompanhado por uma troca de peso rápida entre o segundo tempo e pausa no quarto tempo. Sua coreografia básica segue o ritmo, contando "e um, tempo, e um, tempo" ou, em inglês, "a-slow, slow, a-slow, slow"
Alguns passos característicos do samba internacional são os bota fogos, corte jaca, voltas, whisks e os cruzados

## O samba internacional no Brasil
Apesar de ter o nome de samba e de ter as suas origens em danças brasileiras, o samba internacional não é identificado como uma dança típica brasileira e é pouco conhecido no Brasil.
Os trajes típicos, músicas e estilo de dança do samba internacional moderno possuem poucas semelhanças ao samba de gafieira, que é o samba de dança de salão popular no Brasil.

## Cultura popular
- No filme Strictly Ballroom (em português, Vem Dançar Comigo), o início da trama se desenvolve quando o protagonista se recusa a seguir as regras estritas do samba internacional.[4][5] Na cena final, o elenco do filme se reúne em um salão dançando o passo básico dessa dança, acompanhados pela música Love is in the air.